# 点协调功能
点协调功能（英語：Point coordination function，PCF）是一种介质访问控制技术，应用于包括Wi-Fi在内的基于IEEE 802.11标准的无线局域网。该项技术应用于无线接入点（AP）中，目的是协调网络内的通信。由于PIFS的持续时间小于DIFS，因此无线接入点总是有更高访问通道的优先级。
在IEEE 802.11 MAC架构中，PCF是基于分散式协调功能（DCF）之上的协议。由于PCF的信道访问为中心化模式，因此接入点可以发送CF-轮询讯框到具有PCF能力的站，允许它发送自己的资料讯框。如果被轮询站没有任何讯框发送，那么它必须传输空讯框。由于PCF的优先级高于DCF，因此只使用DCF的站点可能无法存取到媒体。为了避免这种情况，互联网工作者设计了一个重复间隔来覆盖无竞争的PCF和竞争的DCF流量。不断重复的重复间隔，开始于一个特殊的控制讯框，称为信标讯框。当站点接收到信标讯框时，它们开始在重复间隔的无竞争期间中开启网络分配向量。